# Karşıyaka Spor Kulübü 2020-2021
Questa voce raccoglie le informazioni riguardanti il Karşıyaka Spor Kulübü nelle competizioni ufficiali della stagione 2020-2021.

## Stagione
La stagione 2020-2021 del Karşıyaka Spor Kulübü è la 49ª nel massimo campionato turco di pallacanestro, la Basketbol Süper Ligi.

## Roster
Aggiornato al 21 aprile 2021.
| Pınar Karşıyaka 2020-21 | Pınar Karşıyaka 2020-21 |
| Giocatori               | Staff tecnico           |
| ----------------------- | ----------------------- |

| N. | Naz.                                     | Ruolo | Nome            | Anno | Alt.   | Peso   |  |
| -- | ---------------------------------------- | ----- | --------------- | ---- | ------ | ------ |  |
| 0  | Turchia (bandiera)                       | AP    | Çağatay Özkan   | 2001 | 198 cm |        |  |
| 1  | Turchia (bandiera)                       | AP    | Metecan Birsen  | 1995 | 205 cm | 93 kg  |  |
| 2  | Stati Uniti (bandiera)                   | AC    | Raymar Morgan   | 1988 | 203 cm | 100 kg |  |
| 5  | Turchia (bandiera)                       | PG    | Arca Tülüoğlu   | 1997 | 180 cm |        |  |
| 6  | Turchia (bandiera)                       |       | Murat Dere      | 2003 |        |        |  |
| 7  | Germania (bandiera) · Turchia (bandiera) | C     | Mahir Agva      | 1996 | 206 cm | 110 kg |  |
| 8  | Turchia (bandiera)                       |       | Emir Güler      | 2002 |        |        |  |
| 9  | Turchia (bandiera)                       | C     | Semih Erden (C) | 1986 | 213 cm | 109 kg |  |
| 10 | Turchia (bandiera)                       | G     | Onuralp Bitim   | 1999 | 197 cm | 93 kg  |  |
| 11 | Turchia (bandiera)                       | AG    | Yalım Olcay     | 1997 | 203 cm | 102 kg |  |
| 12 | Turchia (bandiera)                       |       | Yunus Özil      | 2004 |        |        |  |
| 13 | Turchia (bandiera)                       |       | Bekir Kural     | 2003 |        |        |  |
| 17 | Stati Uniti (bandiera)                   | GA    | D.J. Kennedy    | 1989 | 198 cm | 98 kg  |  |
| 20 | Turchia (bandiera)                       |       | Hamdi Pelivan   | 2002 |        |        |  |
| 21 | Stati Uniti (bandiera)                   | P     | Tony Taylor     | 1990 | 183 cm | 87 kg  |  |
| 22 | Stati Uniti (bandiera)                   | PG    | Sek Henry       | 1987 | 191 cm | 91 kg  |  |
| 24 | Francia (bandiera)                       | AG    | Amath M'Baye    | 1989 | 206 cm | 107 kg |  |
| 34 | Turchia (bandiera)                       |       | Egemen Yapıcı   | 2004 |        |        |  |
| 39 | Turchia (bandiera)                       | P     | Yunus Sonsırma  | 1992 | 192 cm | 86 kg  |  |
| 64 | Turchia (bandiera)                       | AG    | Nusret Yıldırım | 1989 | 202 cm | 97 kg  |  |

| Allenatore |
| - Ufuk Sarıca |
| Assistente/i |
| - Sinan Çambel - Arda Demirbağ - Engin Gençoğlu - Recep Şen Legenda - (C) Capitano - (IN) Inattivo - Infortunato Roster |

## Mercato

### Sessione estiva
| Acquisti | Acquisti      | Acquisti        | Acquisti   | Acquisti |
| R.a      | Nome          | da              | Modalità   |          |
| -------- | ------------- | --------------- | ---------- | -------- |
| AC       | Raymar Morgan | UNICS Kazan'    | svincolato |          |
| C        | Mahir Agva    | Darüşşafaka     | svincolato |          |
| PG       | Sek Henry     | Hapoel Tel Aviv | svincolato |          |

| Cessioni | Cessioni       | Cessioni       | Cessioni       | Cessioni |
| R.       | Nome           | a              | Modalità       |          |
| -------- | -------------- | -------------- | -------------- | -------- |
| G        | Tony Crocker   | Adelaide 36ers | fine contratto |          |
| C        | Jordan Morgan  | UNICS Kazan'   | fine contratto |          |
| PG       | Brandon Triche | Al-Shabab      | rescissione    |          |
| C        | Görkem Doğan   | Free agent     | fine contratto |          |

### Dopo l'inizio della stagione
| Acquisti | Acquisti    | Acquisti   | Acquisti         | Acquisti   |
| R.       | Nome        | da         | Data             | Modalità   |
| -------- | ----------- | ---------- | ---------------- | ---------- |
| AG       | Yalım Olcay | Free agent | 10 dicembre 2020 | svincolato |

| Cessioni | Cessioni | Cessioni | Cessioni | Cessioni |
| R.       | Nome     | a        | Data     | Modalità |
| -------- | -------- | -------- | -------- | -------- |